# Madame Chapeau
Pour les articles homonymes, voir Van Beneden.
 (avril 2008).
Si vous disposez d'ouvrages ou d'articles de référence ou si vous connaissez des sites web de qualité traitant du thème abordé ici, merci de compléter l'article en donnant les références utiles à sa vérifiabilité et en les liant à la section « Notes et références ».
Madame Chapeau, surnom d'Amélie Van Beneden, est un personnage de fiction de la pièce de théâtre belge Bossemans et Coppenolle, créée en 1938 et représentative de la zwanze et de l'humour bruxellois. Madame Chapeau est une dame âgée, dont le rôle est traditionnellement joué par un homme travesti.

## Acteurs
Billy Pitt, qui avait créé le rôle le 25 février 1938 sur la scène du théâtre du Vaudeville de Bruxelles puis le 29 juin suivant sur celle du théâtre de Paris, réincarnera Madame Chapeau à l'écran dans le film du même nom réalisé par Gaston Schoukens et qui sortira en salle le 2 décembre de la même année.
Depuis 1938, la pièce Bossemans et Coppenolle est régulièrement reprise au Théâtre royal des Galeries. Un des acteurs qui a souvent incarné le personnage est Jean Hayet.
Il est interprété par une femme lorsque Marion interprète le rôle d'une « Madame Chapeau » dans Franck et Dean, un court métrage belge réalisé par Céline Charlier en 2012.

## Réplique
Une des répliques célèbres de Madame Chapeau dans la pièce est « ça est les crapuleux de ma strotje qui m'ont appelée comme ça parce que je suis trop distinguée pour sortir en cheveux ! ».
Cette réplique comporte deux mots de brusseleer, crapuleux (voyou) et strotje (rue).

## Postérité
La Fédération des Mutualités socialistes du Brabant lui a rendu hommage par une statue en bronze grandeur nature érigée dans la capitale belge (à l'angle de la rue du Midi et de la rue des Moineaux), une œuvre de l'artiste Tom Frantzen. 